# Сінхуа
Сінхуа (кит. спр. 兴化市, піньїнь: Xīnghuà Shì) — місто-повіт у центрі Цзянсу, складова міста Тайчжоу.

## Географія
Сінхуа лежить на півночі префектури на лівому березі Янцзи.

### Клімат
Місто знаходиться у зоні, котра характеризується вологим субтропічним кліматом. Найтепліший місяць — липень із середньою температурою 27.5 °C (81.5 °F). Найхолодніший місяць — січень, із середньою температурою 1.9 °С (35.4 °F).
| Клімат Сінхуа           | Клімат Сінхуа | Клімат Сінхуа | Клімат Сінхуа | Клімат Сінхуа | Клімат Сінхуа | Клімат Сінхуа | Клімат Сінхуа | Клімат Сінхуа | Клімат Сінхуа | Клімат Сінхуа | Клімат Сінхуа | Клімат Сінхуа | Клімат Сінхуа |
| Показник                | Січ.          | Лют.          | Бер.          | Квіт.         | Трав.         | Черв.         | Лип.          | Серп.         | Вер.          | Жовт.         | Лист.         | Груд.         | Рік           |
| Середня температура, °C | 1,9           | 3,3           | 7,8           | 13,9          | 19,5          | 23,9          | 27,5          | 27,4          | 22,5          | 17            | 10,5          | 4,3           | 15            |
| Норма опадів, мм        | 28.2          | 39.4          | 53.7          | 71.5          | 83.3          | 132.7         | 228.3         | 158.2         | 116.6         | 53.8          | 47.9          | 23.7          | 1037.3        |
| Днів з опадами          | 8,6           | 9,5           | 10,4          | 11,4          | 11,6          | 11            | 13,7          | 12,4          | 11,9          | 10,8          | 9,6           | 8,6           | 129,5         |
| Вологість повітря, %    | 71.7          | 72.5          | 71.8          | 73.4          | 74.6          | 78            | 83.5          | 82.2          | 79.8          | 76.5          | 74.6          | 72.1          | 75.9          |
| ----------------------- | ------------- | ------------- | ------------- | ------------- | ------------- | ------------- | ------------- | ------------- | ------------- | ------------- | ------------- | ------------- | ------------- |
| Джерело: Weatherbase    |               |               |               |               |               |               |               |               |               |               |               |               |               |